# Église de Siilinjärvi
L'église de Siilinjärvi (en finnois : Siilinjärven kirkko) est une église située à Siilinjärvi en Finlande. 

## Description
L'église en briques rouges conçue par Peko Väänänen est construite en 1923.
Elle offre 500 sièges.
Le retable représentant la Crucifixion est peint par Santeri Salokivi et S. Honkanen. 
Les vitraux et les décorations de l’église sont de Bruno Tuukkanen. 
L'orgue à 26 jeux est livré par la fabrique d'orgues Tuomi en 1980 Urkurakentamo Tuomi.
Une statue de Pentti Papinaho est érigée dans le cimetière militaire.

## Galerie

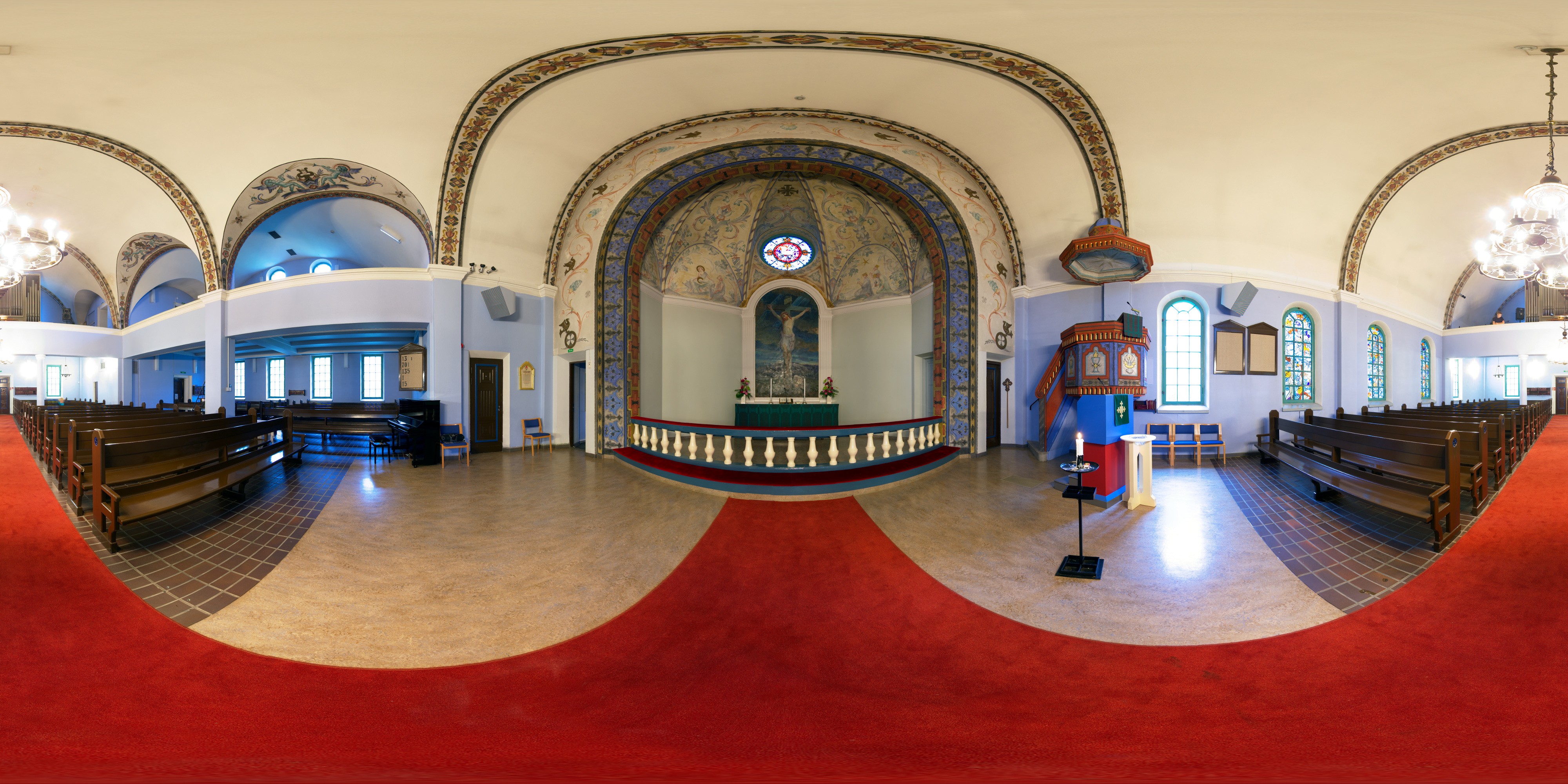
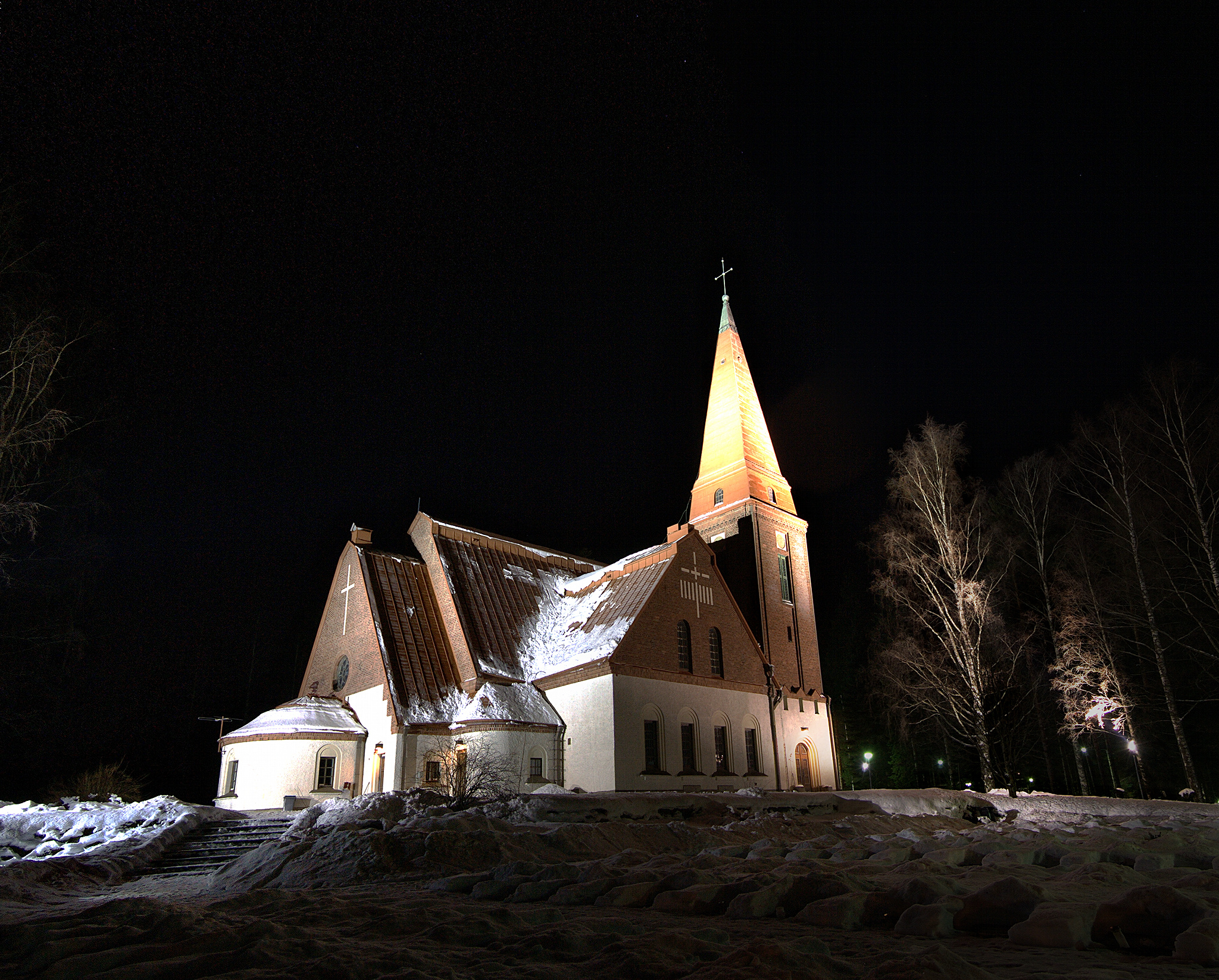
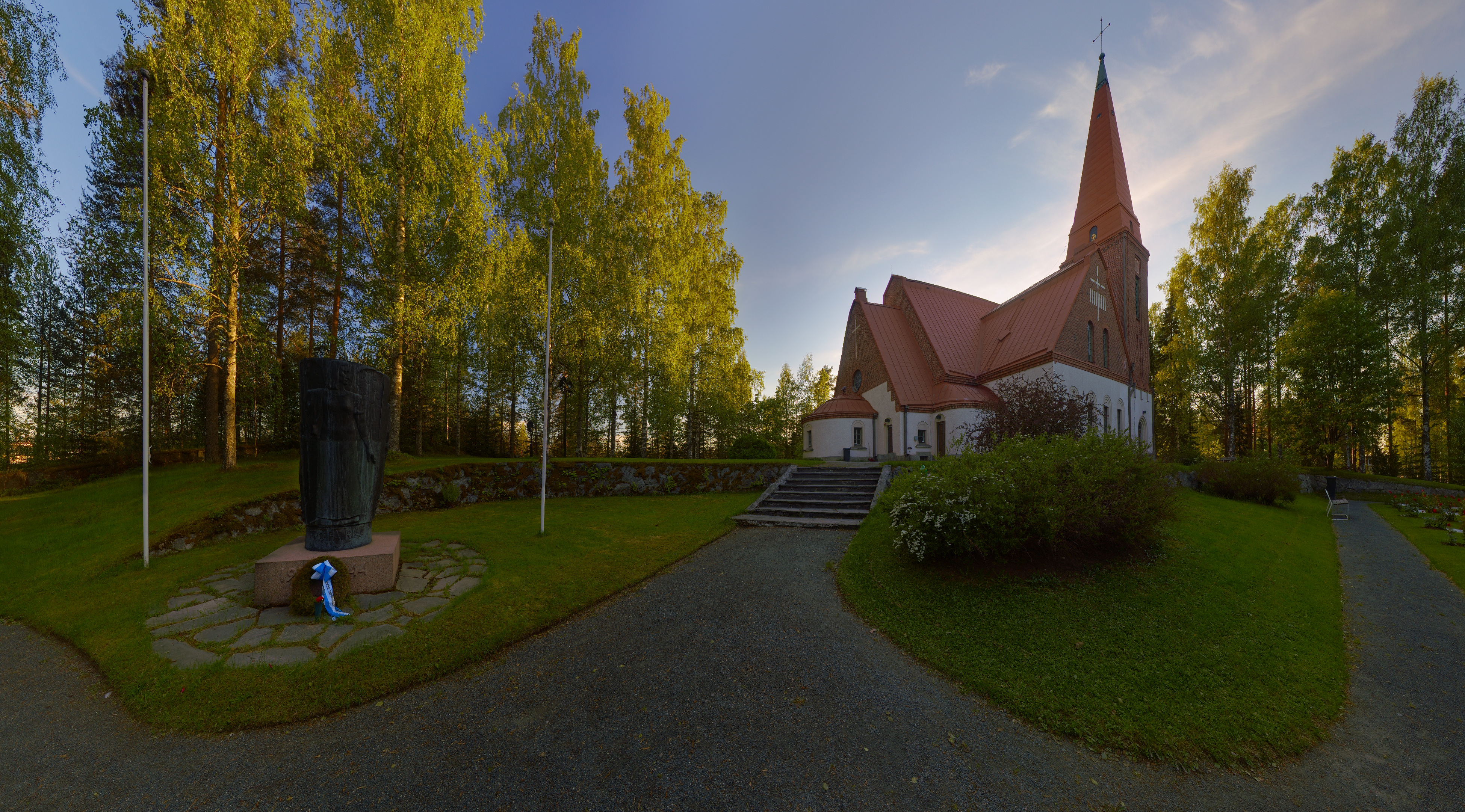